# 魯德尼亞-熱列夫齊
51°9′34″N 28°10′14″E / 51.15944°N 28.17056°E
魯德尼亞-熱列夫齊（烏克蘭語：Рудня-Жеревці），是烏克蘭北部的村莊，隸屬日托米爾州的科羅斯滕區。該村處於維特卡河畔，始建於1692年，面積1.31平方公里，海拔高度185米，2001年人口403。